# Camarão na moranga

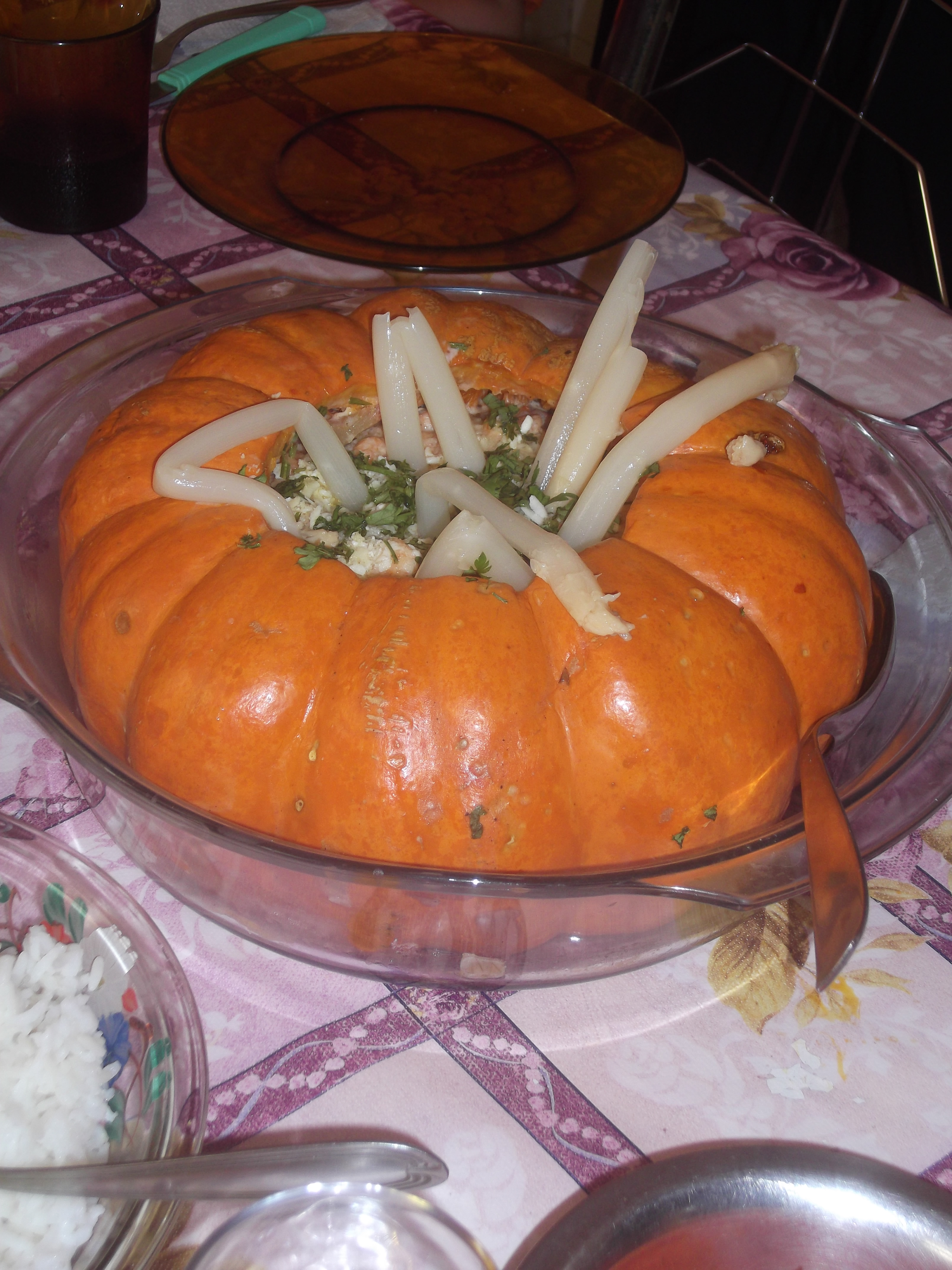
Camarão na moranga

Camarão na moranga é um prato típico caiçara, de origem paulista, criado na cidade de Ubatuba, no litoral de São Paulo. É preparado com a abóbora moranga, recheada com um creme e camarão. Há uma festa dedicada a este prato na cidade de Bertioga.
O prato pode ter algumas variações mas, em geral, seus ingredientes são abóbora moranga, azeite, camarões, queijo, creme de leite, além de condimentos.